# Apeadeiro de Macheia
O Apeadeiro de Macheia, originalmente denominado de Machêa, é uma gare ferroviária encerrada na Linha do Oeste, que servia a Quinta da Macheia, no concelho de Torres Vedras, em Portugal.

## História

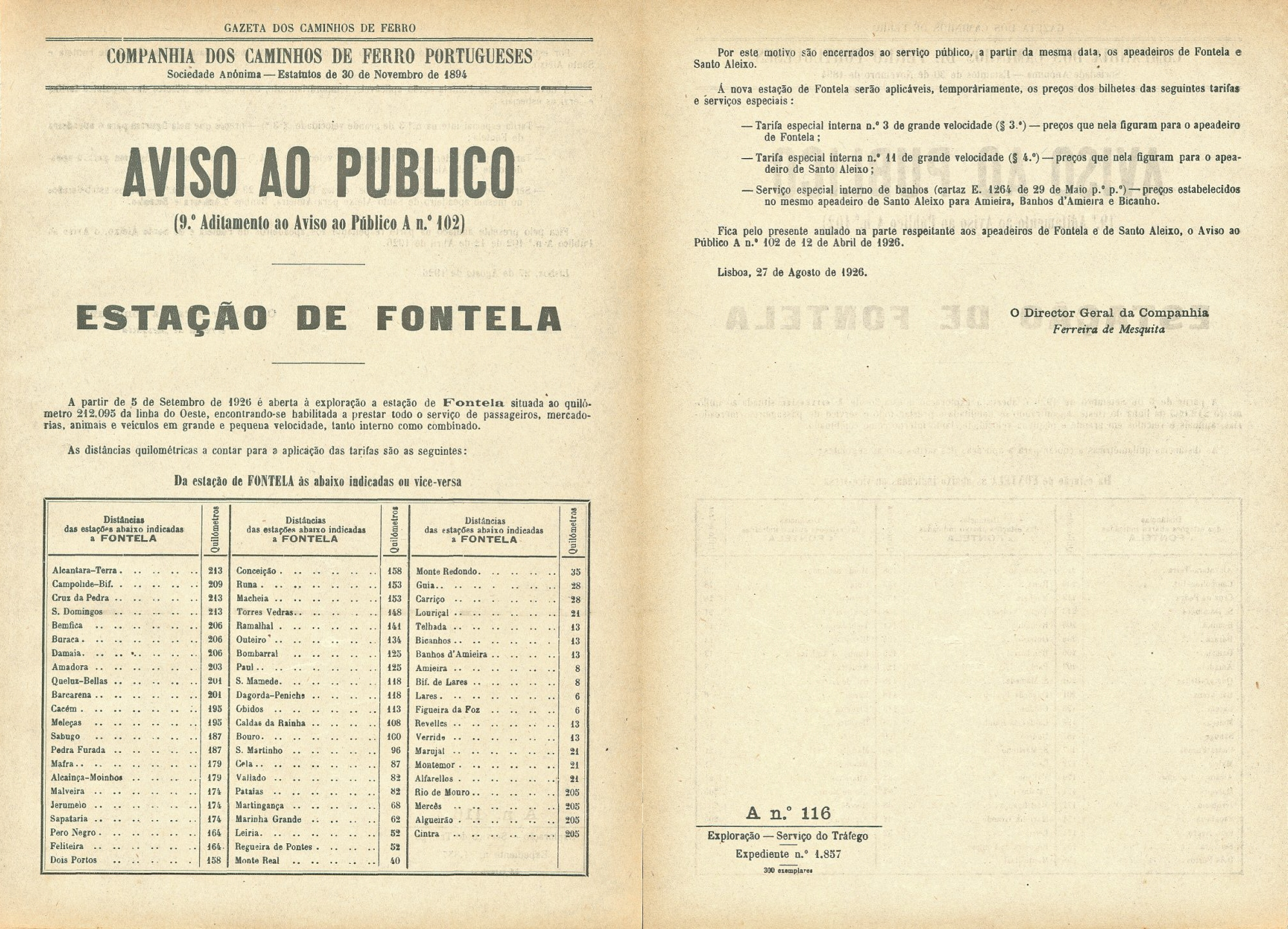
Aviso de 1926, onde se faz referência a Macheia

Este apeadeiro faz parte do lanço entre Agualva-Cacém e Torres Vedras da Linha do Oeste, que foi aberto à exploração a 21 de Maio de 1887.